# Květnice (Boskovická brázda)
Květnice je výrazný dvojvrchol dosahující nadmořské výšky 470 metrů, který se nachází při severozápadním okraji města Tišnova. Oblast je vyhlášena přírodní památkou. Oba vrcholy s prudkými svahy oddělené širokým sedlem jsou zalesněny, avšak ještě v třicátých letech 20. století se na nich rozkládala rozsáhlá skalní step a lesostep.

## Přírodní památka
Přírodní památka Květnice je charakterizována jedinečností druhového bohatství rostlin a živočichů. Neobyčejná rozmanitost druhů je dána polohou na rozhraní Boskovické brázdy a Českomoravské vrchoviny, velmi členitým reliéfem a pestrou geologickou stavbou, z čehož plyne i široká škála chráněných biotopů. Nařízením Jihomoravského kraje ze dne 24. září 2014 pod č. 1/2015 byla přírodní památka znovu vyhlášena.
K často navštěvovaným vyhlídkám patří křemencová Velká skála, která turisty přitahuje svými dalekými výhledy. Kopec Květnice je významnou mineralogickou lokalitou. Květnice je známa například jako naleziště ametystu. Svou krásou upoutají také podzemní prostory několikapatrové staré štoly, jeskyně a propasti.

## Flóra a fauna
Velká morfologická, vertikální i geologická členitost (střídání vápencového a silikátového podloží) má za následek množství biotopů, které lze na Květnici najít. Ochranářsky nejcennější jsou rozvolněné bazifilní teplomilné doubravy s dubem pýřitým (Quercus pubescens) a dřínem (Cornus mas), které přecházejí do mozaiky vysokých křovin a suchých širokolistých i úzkolistých trávníků. Právě zde na jižních svazích Květnice se vyskytuje řada vzácných teplomilných druhů rostlin. Jde například o oman oko Kristovo (Inula oculus-christi), kavyl vláskovitý (Stipa capillata), kavyl sličný (Stipa pulcherrima), žluťuchu menší (Thalictrum minus), mateřídoušku časnou (Thymus praecox), mateřídoušku olysalou (Thymus glabrescens), ožanku hroznatou (Teucrium botrys), plamének přímý (Clematis recta) a další. Na vápencových skalních výchozech v severní části jsou trávníky s pěchavou vápnomilnou (Sesleria coerulea) nebo lomikameny; severní vápencové svahy pokrývá stará vápnomilná bučina s ojedinělým výskytem orchidejí, jako je okrotice červená (Cephalanthera rubra) nebo hlístník hnízdák (Neottia nidus-avis).
Na křemencových svazích se rozkládá suchá acidofilní doubrava s významnou příměsí borovice lesní (Pinus sylvestris) a druhově chudým bylinným podrostem, která na zastíněných svazích přechází v acidofilní bučinu. Svahy a vrcholové plošiny porůstají hercynské dubohabřiny s typickými hájovými bylinami a nápadným jarním aspektem, jako je jaterník podléška (Hepatica nobilis), dymnivka dutá (Corydalis cava), plicník lékařský (Pulmonaria officinalis) a další. Na skalách se vyskytují společenstva skalních štěrbin, ostrůvky skalních borů a suťového lesa.
Neobyčejně bohatá je také zdejší fauna bezobratlých, např. kriticky ohrožená kudlanka nábožná (Mantis religiosa). Podzemní krasové prostory Květnice jsou významným zimovištěm 12 druhů netopýrů včetně vzácných vrápence malého (Rhinolophus hipposideros) a vrápence velkého (Rhinolophus ferrumequinum).
Problémem chráněného území jsou pozůstatky zalesňování kopce nepůvodními dřevinami, především borovicí černou (Pinus nigra) a trnovníkem akátem (Robinia pseudoacacia); tyto porosty však již vesměs dožívají a daří se je postupně potlačovat. Další nepůvodní druhy rostlin se lokálně šíří z přilehlých zahrad. Značné škody na cenných lesostepních porostech působí přemnožená černá zvěř.

## Podzemí
U úpatí Květnice poblíž toku Besénku a Svratky se nacházejí staré několikapatrové štoly po těžbě barytu. Ve vyšších partiích leží několik nepříliš rozsáhlých jeskyní, které řadíme do Tišnovského krasu. Mezi známé patří jeskyně Pod Křížem a Květnická propast 76,5 m hluboká, které byly objevené ze štol na západním úbočí kopce.
Nejrozsáhlejší a nejhezčí je Králova jeskyně, náhodně objevená roku 1972, kde se nachází různé zvláštní tvary krápníků. Brčková výzdoba dosahuje délky až 160 cm. Některé části jeskyně jsou tak pozoruhodné, že jsou uzavřeny i pro jeskyňáře.